# Rajd Wełtawy 1965
Rajd Wełtawy 1965 (6. Rally Vltava) – 6. edycja rajdu samochodowego Rajd Wełtawy rozgrywanego w Czechosłowacji. Rozgrywany był od 5 do 7 lipca 1965 roku. Była to ósma runda Rajdowych Mistrzostw Europy w roku 1965.

## Klasyfikacja rajdu
| Miejsce                      | Kierowca                     | Pilot                        | Samochód                     | Czas                         | Strata                       |                              |
| Klasyfikacja generalna i ERC | Klasyfikacja generalna i ERC | Klasyfikacja generalna i ERC | Klasyfikacja generalna i ERC | Klasyfikacja generalna i ERC | Klasyfikacja generalna i ERC | Klasyfikacja generalna i ERC |
| ---------------------------- | ---------------------------- | ---------------------------- | ---------------------------- | ---------------------------- | ---------------------------- | ---------------------------- |
| 1.                           | Rauno Aaltonen               | Tony Ambrose                 | Austin Mini Cooper S         | 45:20.4                      | 0.0                          |                              |
| 2.                           | René Trautmann               | Claudine Bouchet             | Lancia Flavia 1800 Coupé     | 47:33.2                      | +2:12.8                      |                              |
| 3.                           | Giorgio Pianta               | Luciano Lombardini           | Lancia Flavia 1800 Coupé     | 49:38.6                      | +4:18.2                      |                              |
| 4.                           | Alois Mark                   | Zdeněk Čechmánek             | Tatra 603                    | 54:30.7                      | +9:10.3                      |                              |
| 5.                           | Jaroslav Bobek               | Leo Hnatevič                 | Škoda 1000 MB                | 57:08.1                      | +11:47.7                     |                              |
| 6.                           | Adolf Veřmiřovský            | Stanislav Hajdůšek           | Tatra 603                    | 58:01.7                      | +12:41.3                     |                              |
| 7.                           | Josef Vidner                 | Jaroslav Vylít               | Škoda 1000 MB                | 1:00:10.7                    | +14:50.3                     |                              |
| 8.                           | Oldřich Horsák               | Vojtěch Rieger               | Škoda 1000 MB                | 1:03:00.0                    | +17:39.6                     |                              |
| 9.                           | Josef Chovanec               | Jaroslav Mohyla              | Tatra 603                    | 1:10:29.0                    | +25:08.6                     |                              |
| 10.                          | Antonín Dolejš               | Milan Poldauf                | Škoda Octavia Super          | 1:10:56.6                    | +25:36.2                     |                              |